# Patellinidae
Patellinidae es una familia de foraminíferos bentónicos del suborden Spirillinina y del orden Spirillinida. Su rango cronoestratigráfico abarca desde el Aptiense (Cretácico inferior) hasta la actualidad.

## Clasificación
Patellinidae incluye a las siguientes subfamilias géneros:
- Subfamilia Hergottellinae
  - Hergottella †
  - Heteropatellina
  - Patellinoides
- Subfamilia Patellininae
  - Mesopatellina
  - Patellina

Otros géneros considerados en Patellinidae son:
- Discobolivina de la subfamilia Patellininae, aceptado como Patellina
- Praepatellina de la subfamilia Patellininae, aceptado como Patellina